# Гудакр (лунный кратер)
Кратер Гудакр (лат. Goodacre) — крупный древний ударный кратер в южном полушарии видимой стороны Луны. Название присвоено в честь британского бизнесмена, астронома-любителя Уолтера Гудакра (1856—1938) и утверждено Международным астрономическим союзом в 1935 г. Образование кратера относится к нектарскому периоду.

## Описание кратера

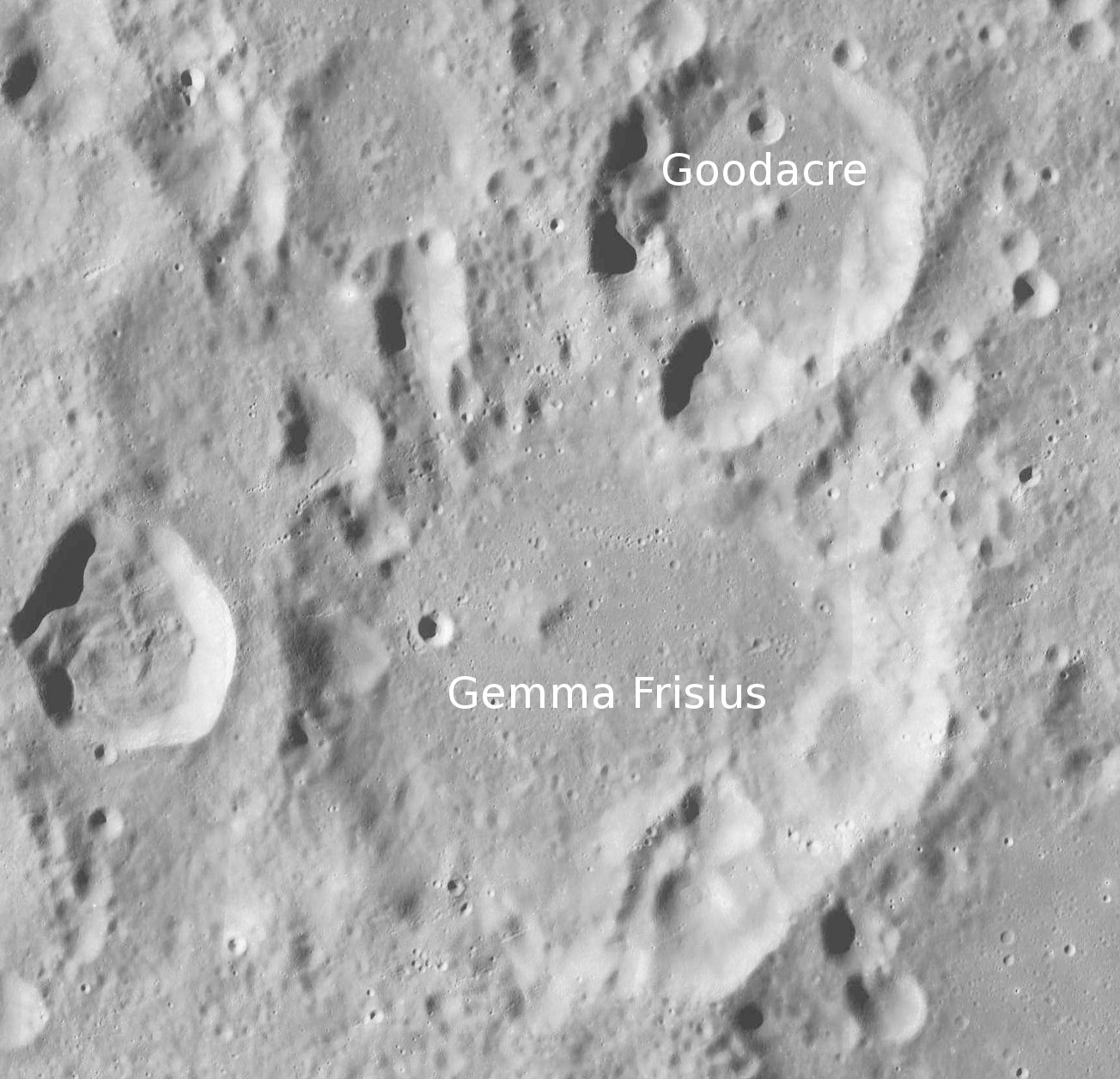
Окрестности кратера Гудакр. Снимок Lunar Reconnaissance Orbiter.

Ближайшими соседями кратера являются кратер Вальтер на западе, кратер Пуассон на северо-западе, кратер Понтано на севере, кратер Уилкинс на северо-востоке, кратер Загут на востоке, кратер Цельсий на востоке-юго-востоке, кратер Гемма-Фризий на юге, кратеры Нуньес и Кайзер на западе-юго-западе. Селенографические координаты центра кратера 32°40′ ю. ш. 14°05′ в. д. / 32,67° ю. ш. 14,08° в. д., диаметр 44,1 км, глубина 3,19 км.
Кратер имеет циркулярную форму, его вал значительно разрушен. Южная часть вала перекрыта небольшим сателлитным кратером Гудакр G (см. ниже) и к ней примыкает кратер Гемма-Фризий. Высота вала над окружающей местностью составляет 1090 м, объем кратера составляет приблизительно 1650 км³. Дно чаши кратера сравнительно ровное, в центре чаши находится небольшое поднятие местности, в северной части чаши располагается сателлитный кратер Гудакр C. Юго-западную часть вала пересекает луч от кратера Тихо.

## Сателлитные кратеры

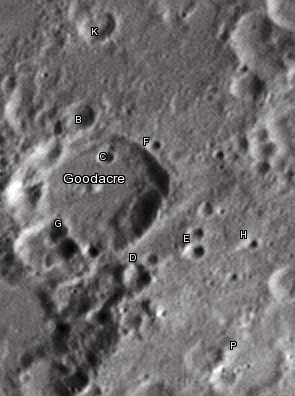
Снимок Девида Кемпбелла.

| Гудакр | Координаты                                            | Диаметр, км |
| ------ | ----------------------------------------------------- | ----------- |
| B      | 31°55′ ю. ш. 13°38′ в. д. / 31,92° ю. ш. 13,64° в. д. | 9,0         |
| C      | 32°18′ ю. ш. 14°08′ в. д. / 32,3° ю. ш. 14,13° в. д.  | 4,8         |
| D      | 33°25′ ю. ш. 15°01′ в. д. / 33,42° ю. ш. 15,01° в. д. | 8,4         |
| E      | 32°59′ ю. ш. 15°29′ в. д. / 32,99° ю. ш. 15,49° в. д. | 6,0         |
| F      | 32°01′ ю. ш. 14°33′ в. д. / 32,02° ю. ш. 14,55° в. д. | 3,8         |
| G      | 33°21′ ю. ш. 13°55′ в. д. / 33,35° ю. ш. 13,91° в. д. | 16,1        |
| H      | 32°46′ ю. ш. 16°04′ в. д. / 32,77° ю. ш. 16,06° в. д. | 4,4         |
| K      | 30°56′ ю. ш. 13°25′ в. д. / 30,94° ю. ш. 13,41° в. д. | 11,1        |
| P      | 34°07′ ю. ш. 16°41′ в. д. / 34,11° ю. ш. 16,68° в. д. | 19,6        |